# 广积库
广积库，明朝内廷十库之一，贮硫黄、硝石，隶属于工部。

## 官制
- 掌库，一员；
- 贴库，无定员；
- 佥书，无定员。